# Смирнова (присілок)
Смирно́ва (рос. Смирнова) — присілок у складі Пишминського міського округу Свердловської області.
Населення — 135 осіб (2010, 176 у 2002).
Національний склад станом на 2002 рік: росіяни — 97 %.